# Ромбични животни
Ромбичните животни (Dicyemida или Rhombozoa) са тип малки паразити, които живеят в бъбреците на главоноги. Въпреки че името „Dicyemida“ превъзхожда „Rhombozoa“, в използването и е предпочитан от повечето съвременни автори, „Rhombozoa“ все още се радва на голяма подкрепа и популярност.
Класификацията им е спорна. По традиция, dicyemida са били групирани с Orthonectida в Mesozoa. Обаче, молекулярни изследвания на филогенезата показват, че dicyemidа може да са по-тясно свързани с Nematoda.
Типът не е разделен на класове, а съдържа три семействата, Conocyemidae, Dicyemidae и Kantharellidae.

## Анатомия
Възрастните dicyemida варират в дължина от 0,5 до 7 мм и лесно могат да бъдат наблюдавани праз светлинен микроскоп. Те проявяват еутелия, състояние, при което всеки възрастен индивид от даден вид има един и същ брой клетки, което прави броя на клетките полезен признак за идентифицирането на отделните видове.
Структурата на организма е проста: една аксиална клетка е заобиколена от двадесет до тридесет ресничести клетки. Предната област на организма се нарича калот и служи за захващане на паразита за гънки по повърхността на бъбречната тъкан на гостопиемника.